# Euselasia arisbas
Euselasia arisbas är en fjärilsart som beskrevs av Johan Wilhelm Dalman 1823. Euselasia arisbas ingår i släktet Euselasia och familjen Riodinidae. Inga underarter finns listade i Catalogue of Life.